# 偷运圣马尔谷的圣髑
《偷运圣马尔谷的圣髑》是丁托列托的一幅布面油画，绘制于1562-1566 年，是圣马可大会堂的圣马可系列作品的一部分，另外几幅是《圣马可解救奴隶的奇迹》、《圣马尔谷在海难中拯救撒拉逊人》和《发现圣马尔谷的圣髑》。这幅画现藏于威尼斯的学院美术馆。 
这幅画描绘将圣马尔谷的圣髑从埃及的亚历山大港偷运到威尼斯，以运用透视著称，近处物体的颜色较暗，而背景中的人物是白色的，几乎透明。奇异的红色天空翻滚着不祥的乌云，为画面增添了沉重的气氛。丁托列托本人也在作品中出现，是骆驼旁边的大胡子。